# Карітас Інтернаціоналіс
Ка́рітас Інтернаціона́ліс, Caritas Internationalis є конфедерацією 164 регіональних католицьких допомогових служб, організацій соціальної роботи та міжнародного розвитку, які працюють більш ніж у 200 країнах і територіях усього світу. На національному та міжнародному рівнях Карітас втілює місію побудови кращого світу, з особливою увагою до бідних і знедолених.

## Історія

### На межі XIX-XX ст.
Ка́рітас (від лат. carítas — любов-милосердя) — одна з ключових християнських чеснот, любов як здатність служити, діяти, керуючись інтересами спільноти, ближніх.

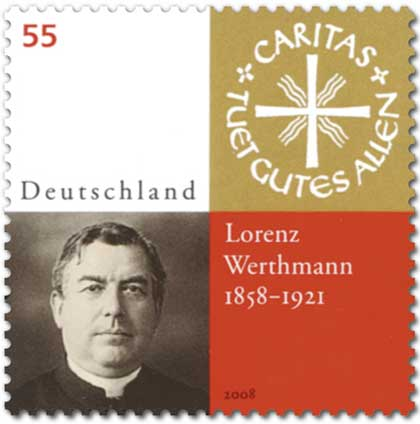
Лоренц Вертман зображений на європейській поштовій марці

Перша організація Карітас відкрилась у Фрайбурзі, Німеччина, 1897 року. Отець Лоренц Вертман створив координаційний центр допомоги італійським робочим-мігрантам. Подібні установи згодом з'явились у Швейцарії (1901) і США («Католицька Благодійність», 1910).

Священники та парафіяни називали свої діяльності в цих нових закладах «служінням в дусі caritas pastoralis (пастирського милосердя)». Духовною настановою та стимулом для появи перших центрів Карітас стали праці Лева XIII, зокрема, енцикліка 1891 року «Rerum Novarum», яка заслужила назву Християнського соціального вчення.
Rerum Novarum мусила стати альтернативою ідеям соціалізму, на відміну від останнього, вона проголошувала взаємозалежність та співпрацю класів, вирішення конфліктів шляхом виконання кожним своєї частки відповідальності в дусі християнського вчення.

### Між Світовими війнами
Після перерви викликаної війною 1914-1918 рр. продовжилось формування глобальної співдружності Карітас. У липні 1924, на Євхаристійному Всесвітньому конгресі в Амстердамі, 60 делегатів з 22 країн утворили дорадчий орган зі штаб-квартирою в Люцерні, Швейцарія. З 1928 року, регулярні конференції проходили під назвою "Caritas Catholica". Делегати зустрічалися що два роки, аж до початку Другої світової війни, коли вся діяльність була заморожена.
Ідеологія Карітас була піддана гострій критиці як у країнах фашистського блоку, так і в СРСР. В першому випадку — головне через сповідування принципів рівності людей перед Богом, без погляду на етнічну або расову приналежність; у другому — через "консервативність", несприйняття ідей соціальної революції, класової боротьби. Спільним в обох випадках був антихристиянський характер критики, спроба утвердити нові цінності разом з нищенням тисячолітніх традицій теїстичної етики. Таким чином діяльність Карітас була вкрай ускладнена в Західній Європі до середини 40-х рр. та унеможливлена у Східній до падіння комуністичних режимів.

### Друга половина XX ст.
Робота відновилася в 1947 році двома конференціями, що пройшли в Люцерні, вони мали на меті координацію зусиль і пожвавлення міжнародної співпраці. Розвиток Карітас отримав наступний поштовх, коли Секретаріат держави Ватикан доручив йому офіційне представництво католицьких соціальних організацій на міжнародному рівні насамперед в Організації Об'єднаних Націй.
Святковий 1950-й рік позначився початком об'єднання організацій Карітас. За пропозицією монсеньйора Монтіні (державний секретар, згодом  Папа Павло VI), в Римі відбулася зустріч представників 22 країн з метою вивчити проблеми християнського служіння Карітас. У результаті було прийнято рішення про створення міжнародної римо-католицької добродійної конфедерації.
У грудні 1951, з благословення Святішого Престолу, зібралась перша установча Генеральна асамблея Карітас. Члени-засновники представляли організації Карітас 13 країн: Австрія, Бельгія, Канада, Данія, Франція, Німеччина, Нідерланди, Італія, Люксембург, Португалія, Іспанія, Швейцарія та Сполучені Штати.
У 1957 році Конфедерація отримала назву «Карітас Інтернаціоналіс», що відбивало зростальну присутність Карітас на кожному континенті. 

### Сучасність
Сьогодні конфедерація є одною з найбільших у світі гуманітарних мереж. Її генеральний секретаріат знаходиться в Палаццо Сан-Калісто в Ватикані.
Президентом Карітас Інтернаціоналіс є кардинал Оскар Андрес Родрігес Марадіага, генеральним секретарем - Леслі-Енн Кнайт.
Значний обсяг роботи Карітас стосується подолання наслідків стихійних явищ, боротьби з бідністю та соціальною несправедливістю. Найпотужнішою ініціативою, що нині реалізує Карітас Інтернаціоналіс є кампанія «Нульова бідність». Багато зроблено для потерпілих від землетрусів у Чилі та на Гаїті, нині тривають допомогові заходи в потоплених районах Пакистану.

## Карітас у цифрах
- Організації Карітас наявні у 165 країнах, але працюють у багатьох інших місцях, завжди, незалежно від раси або релігії
- Карітас надає безпосередню допомогу 24 млн осіб щороку у 200 країнах і територіях
- У Карітас працюють 440000 штатних співробітників і 625000 волонтерів
- Загальний бюджет організацій Карітас  становить близько 5,5 млрд дол. США

Членами Карітас Інтернаціоналіс в Україні є Карітас України  [Архівовано 30 березня 2010 у Wayback Machine.] та Карітас-Спес Україна, 